# The Rise of Brutality
The Rise of Brutality es el tercer álbum de estudio de la banda de hardcore punk/metalcore Hatebreed. Fue lanzado el 28 de octubre de 2003 por Universal Music Group. 

## Lista de canciones
1. "Tear It Down" – 1:47
2. "Straight to Your Face" – 2:17
3. "Facing What Consumes You" – 3:29
4. "Live for This" – 2:50
5. "Doomsayer" – 3:23
6. "Another Day, Another Vendetta" – 3:05
7. "A Lesson Lived is a Lesson Learned" – 2:03
8. "Beholder of Justice" – 2:44
9. "This is Now" – 3:36
10. "Voice of Contention" – 2:27
11. "Choose or Be Chosen" – 1:39
12. "Confide in No One" – 2:38
13. "Bound to Violence" (UK Bonus Track) – 2:23

## Créditos
- Jamey Jasta - vocalista
- Sean Martin - Guitarra
- Chris Beattie - Bajo
- Matt Byrne - batería
- George Marino - Mastering
- Philip Caivano - Asistente, Técnico en guitarra
- Michael Sullivan - Coordinador de la Producción del Estudio
- Zeuss - Productor, Ingeniero
- Rob Gil - Editor Digital, Asistente
- Misha Rajaratnam - Asistente
- Sinji Suzuki - A&R
- Michael "Sully DaBull" Sullivan - Coordinador de la Producción del Estudio
- Steve Richards - Productor Ejecutivo
- Michael Fraser - Mezclador

## Posicionamiento
| Año  | Listas            | Posición |
| ---- | ----------------- | -------- |
| 2003 | The Billboard 200 | 30       |

- Datos: Q1933468